# Ехіней
Ехіней або Ремора, Мора («той, що затримує корабель») — міфічна істота — маленька рибина, яка могла зупинити корабель на ходу, прикріпившись до його корпусу. Жила у полярних морях, тому наділена вмінням заморожувати воду, що допомагало їй міцно вчепитися у судно.
Істоту описували: Пліній Старший, Ісидор Севільський та Бартоломей Англійський. Вона також часто зображувалась у середньовічний бестіаріях.
У наш час деякі мови використовують слово «remora» на позначення причепових, родини риб окунеподібних, які за допомогою присосок прикріплюються до акул, китів тощо.